# Каванакадзима сёги
Каванакадзима сёги (англ. Kawanakajima shogi, яп. 川中島将棋) — вариант сёги, японский вариант сянци на сёгибане 9×10.

## История
Предполагается изобретение этого варианта в Осакском университете торговли, однако имеются сведения о экземпляре в 1894 году. Название происходит от битвы при Каванакадзиме.

## Фигуры
- сёгун (генерал) — эквивалент «генерала».
- телохранитель — эквивалент «советника».
- офицер — эквивалент «слона».
- сержант — эквивалент «коня».
- кавалерия — эквивалент «колесницы».
- артиллерия — эквивалент «пушки».
- пехота — эквивалент «солдата.

## Правила
По центру поля со сторон каждого игрока находится огороженная площадь («хонмару», 「本丸」) размером 3×3 квадрата, аналогичная таковой в сянци, за пределы которой не могут выбраться фигуры сёгуна и телохранителей. Также имеется река, разделяющая доску поровну, которую не могут переходить офицеры (слоны). Целью является постановка мата вражескому сёгуну.